# Gymnopilus hypholomoides
Gymnopilus hypholomoides là một loài nấm thuộc họ Cortinariaceae.